# اورلاندو ریواس
اورلاندو ریواس (اسپانیایی: Orlando Rivas‎؛ زادهٔ ۱۷ ژوئیهٔ ۱۹۵۰) بازیکن فوتبال اهل کلمبیا بود.